# Аппер Тауншип (Нью-Джерсі)
Аппер Тауншип (англ. Upper Township) — селище (англ. township) в США, в окрузі Кейп-Мей штату Нью-Джерсі. Населення — 12 539 осіб (2020).

## Демографія
Згідно з переписом 2010 року, у селищі мешкали 12 373 особи в 4566 домогосподарствах у складі 3460 родин. Було 6341 помешкання
Расовий склад населення:
| - 96,6 % — білих - 0,7 % — азіатів - 0,6 % — чорних або афроамериканців - 0,1 % — корінних американців |

До двох чи більше рас належало 1,2 %. Частка іспаномовних становила 2,4 % від усіх жителів.
За віковим діапазоном населення розподілялося таким чином: 23,8 % — особи молодші 18 років, 61,9 % — особи у віці 18—64 років, 14,3 % — особи у віці 65 років та старші. Медіана віку мешканця становила 43,6 року. На 100 осіб жіночої статі у селищі припадало 94,4 чоловіків;  на 100 жінок у віці від 18 років та старших — 92,1 чоловіків також старших 18 років.
Середній дохід на одне домашнє господарство  становив 91 280 доларів США (медіана — 77 012), а середній дохід на одну сім'ю — 105 277 доларів (медіана — 89 329). Медіана доходів становила 65 093 долари для чоловіків та 49 006 доларів для жінок. За межею бідності перебувало 3,7 % осіб, у тому числі 2,7 % дітей у віці до 18 років та 5,4 % осіб у віці 65 років та старших.
Цивільне працевлаштоване населення становило 6352 особи. Основні галузі зайнятості: освіта, охорона здоров'я та соціальна допомога — 27,8 %, мистецтво, розваги та відпочинок — 17,3 %, роздрібна торгівля — 11,5 %, науковці, спеціалісти, менеджери — 9,5 %.